# 6 Great Short Novels of Science Fiction
6 Great Short Novels of Science Fiction là tuyển tập các truyện ngắn khoa học viễn tưởng được biên tập bởi Groff Conklin. Cuốn sách được xuất bản lần đầu tiên dưới dạng bìa mềm bởi Dell Books vào năm 1954. Không nên nhầm lẫn cuốn sách với tuyển tập có tựa đề tương tự sau này của ông, Six Great Short Science Fiction Novels.
Cuốn sách thu thập sáu tiểu thuyết và tiểu thuyết của các tác giả khoa học viễn tưởng khác nhau, cùng với phần giới thiệu của người biên tập. Những câu chuyện trước đây đã được xuất bản từ năm 1940-1952 trên nhiều tạp chí khoa học viễn tưởng và các tạp chí khác.

## Nội dung
- "Introduction" (Groff Conklin)
- "The Blast" (Stuart Cloete)
- "Coventry" (Robert A. Heinlein)
- "The Other World" (Murray Leinster)
- "Barrier" (Anthony Boucher)
- "Surface Tension" (James Blish)
- "Maturity" (Theodore Sturgeon)